# Hohneck
Das Hohneck (auch der Hohneck, französisch le Hohneck) ist mit 1363 m  nach dem Großen Belchen (1424 m) und dem Storkenkopf (1366 m) der dritthöchste Berg der Vogesen.

## Lage und Charakteristik
Das Hohneck befindet sich in der französischen Region Grand Est, an der Grenze zwischen Elsass und Lothringen sowie den Départements Vosges und Haut-Rhin. Es liegt im Regionalen Naturpark Ballons des Vosges.
Der Berg zeigt einen deutlich subalpinen Charakter; seine Felshänge übersteigen die für ein Mittelgebirge üblichen Dimensionen. Insbesondere die nach Norden, Osten und Süden abbrechenden Flanken bieten spektakuläre Landschaftseindrücke, die vor allem im Winter durch überhängende Schneewechten und Lawinenabgänge durchaus „alpine“ Gefahren darstellen können.
Die berühmte Vogesenkammstraße Route des Crêtes führt westlich um den Berg herum. Von dort zweigt eine Stichstraße zum Gipfel ab. Das Hohneck ist der höchste mit dem Auto erreichbare Punkt der Vogesen.
Von 1871 bis 1919 verlief die Staatsgrenze zwischen der Republik Frankreich und dem Deutschen Reich unmittelbar über den Kamm des Hohneck entlang der heutigen Départementgrenze.

## Fauna und Flora
Viele Hochgebirgspflanzen gedeihen an seinen unbewaldeten Hängen. Auf den Bergwiesen des Hohneck findet man auch Reste eiszeitlicher Flora. 
Mit etwas Glück kann man an den Hängen des Hohneck Gämsen beobachten.

## Tourismus

### Bergbahn

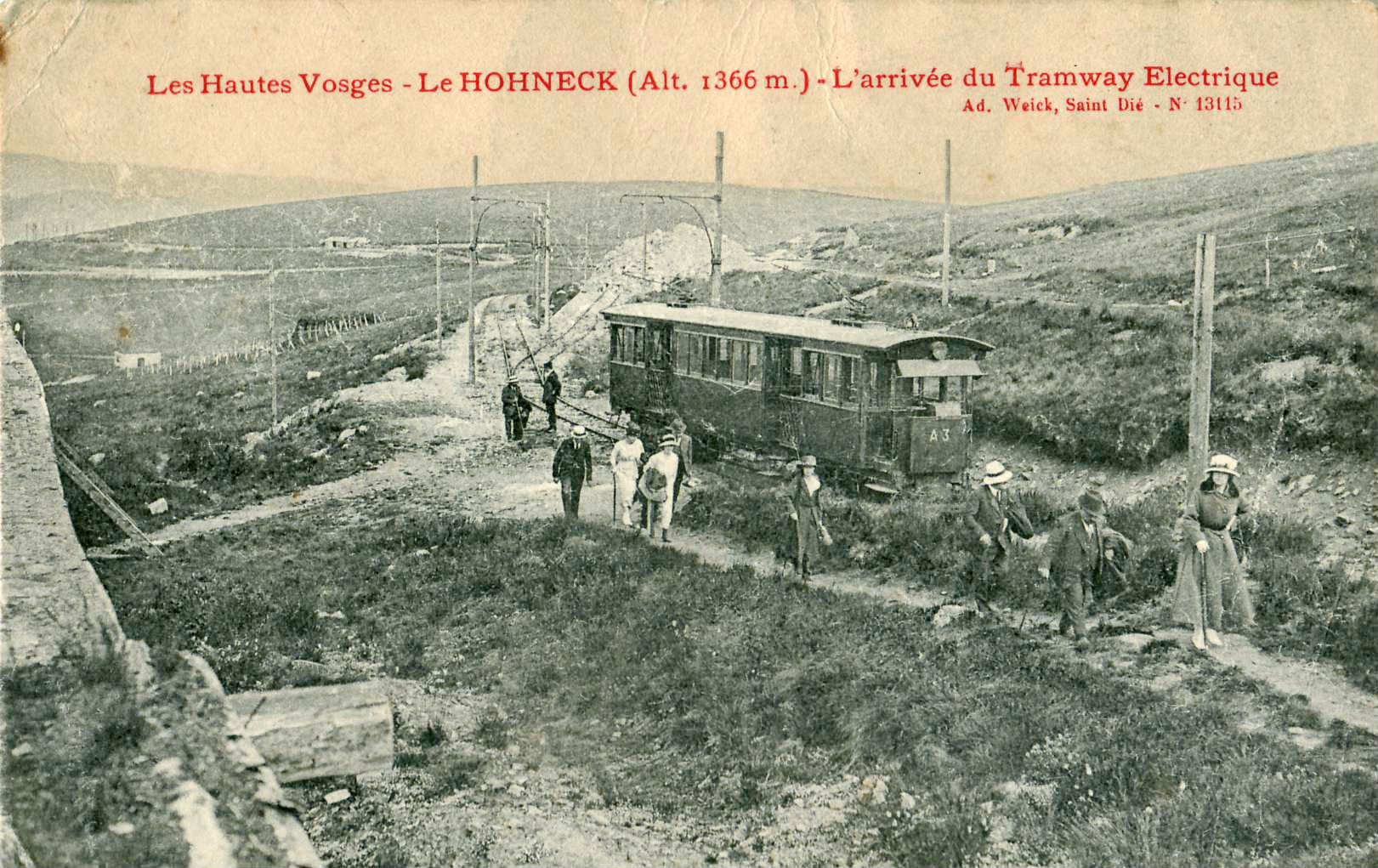
Bahnhof Hohneck

Am 29. Juni 1904 nahm eine Bergbahn auf das Hohneck den Betrieb auf. Es handelte sich um eine Verlängerung der schon seit 1898 von Gérardmer nach Retournemer verkehrenden Tramways de Gérardmer (TG). Während des Ersten Weltkriegs war der öffentliche Verkehr eingestellt, wurde danach aber wieder aufgenommen. Am 14. Juli 1923 ereignete sich im obersten Streckenabschnitt ein schwerer Unfall, bei dem zwei oder vier Menschen starben (die Quellen weichen voneinander ab) und etwa 30 verletzt wurden: Ein Triebwagen, der gerade auf dem Hohneck ankam, rollte – aus nicht geklärter Ursache und bevor die 60 Fahrgäste aussteigen konnten – wieder rückwärts in die mit 80 ‰ steil abfallende Rampe in Richtung des Bahnhofs La Schlucht, auf der sich ein zweiter Triebwagen in Bergfahrt befand. Der Triebfahrzeugführer dieses zweiten Wagens erkannte die Situation, hielt an und forderte seine Fahrgäste auf, auszusteigen. Der außer Kontrolle geratene Wagen, traf auf den zweiten, die dann 1300 m gemeinsam bergab fuhren, bevor sie in einem Bogen entgleisten – zum Glück in Richtung der Böschung und nicht auf die Seite der Schlucht. Beide Fahrzeuge wurden zerstört.
Am 28. August 1939 wurde der Verkehr angesichts des kurz darauf beginnenden Zweiten Weltkriegs erneut eingestellt. Während der deutschen Besetzung Frankreichs wurden die Gleise abgebaut, nach dem Krieg nicht wieder aufgebaut und die Strecke 1950 rechtlich stillgelegt.

### Gegenwart
Das Hohneck ist ein beliebtes Wanderziel mit einer Rundumsicht über die Berge der Hochvogesen sowie in die Oberrheinebene, zum Kaiserstuhl und zum Schwarzwald im Osten, den Schweizer und Französischen Alpen im Süden und ins Lothringische Schichtstufenland nach Westen. Der Fernwanderweg GR 5 führt über seinen Gipfel. Am Gipfel steht ein Berggasthaus mit Restaurant und Kiosk.
Am Petit Hohneck sowie am Col de la Schlucht befinden sich Skilifte.
Die nur bei Schneelage begehbaren Couloirs auf der Nordseite sind bis ins Frühjahr hinein ein beliebtes (Trainings-)Ziel für Hochtourengänger und extreme Skifahrer.
Am Südhang des nördlich vorgelagerten, vom Hauptgipfel durch den Col du Falimont (1306 m) getrennten Vorgipfels befindet sich die von Kletterern stark frequentierte, bis 80 Meter hohe granitene Martinswand.

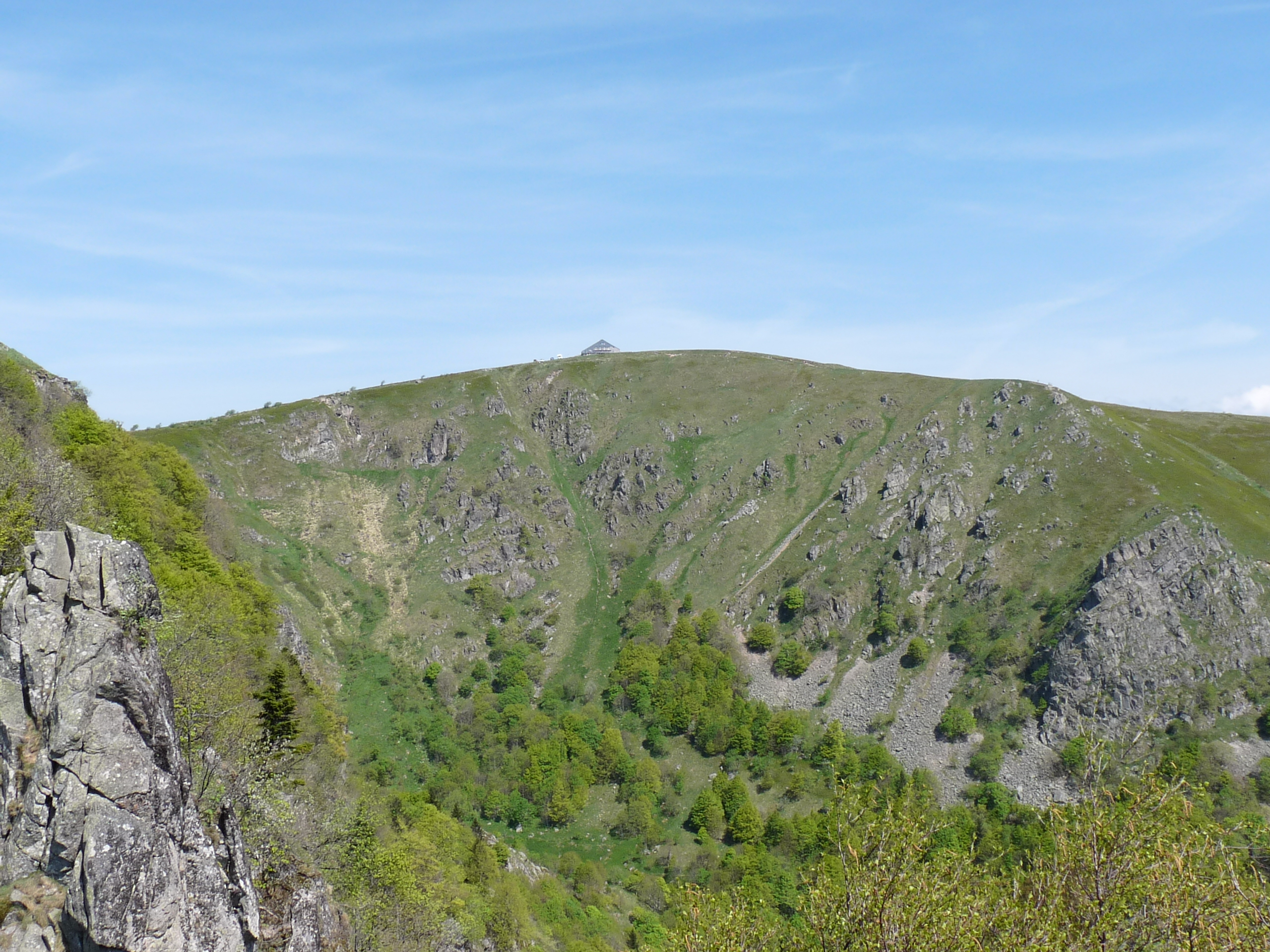
Die Abstürze des Hohneck zum Wormspelkessel im Südosten
Panorama von Norden